# Klephten

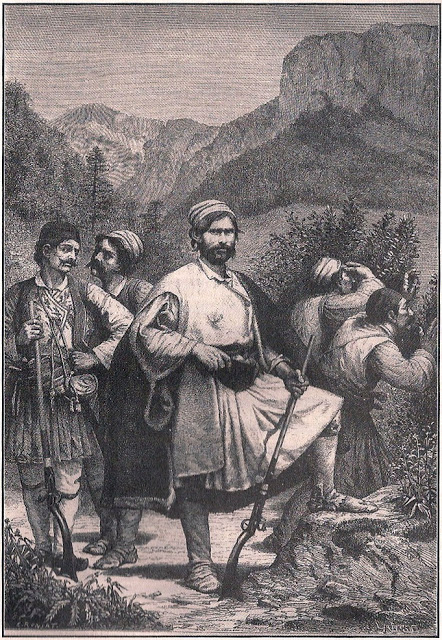
Klephten und Hirten aus der Zeit von Otto I (Griechenland ca. 1830 bis 1850). Zeichnung von E. Ronjat

Als Klephten (griechisch Κλέφτες Kleftes „Räuber“), auch Kleften, bezeichnet man Rebellen im Freiheitskampf der Griechen gegen die osmanische Herrschaft.
Im Laufe der Jahrhunderte schlossen sich Kriminelle, Ausgestoßene, Abenteurer, Arme und solche, die vor Schulden oder Problemen im Osmanischen Reich flohen, den Reihen der Klephten an. Besonders als die osmanische Macht ab dem Ende des 17. Jahrhunderts schwächer wurde, begannen diese klephtischen Banden, effektiv das Land und die Berge zu regieren. Die idealisierte griechische Erinnerung an die Klephten sieht sie in einem altruistischen Licht: Die Klephten kämpften gegen die osmanische Herrschaft und stahlen von den türkischen Despoten, um das „Feuer Griechenlands“ am Leben zu erhalten. Das Stehlen von osmanischen Beamten wie Steuereintreibern war fast ein direktes Pendant zu Robin Hood und zweifellos ein Faktor für ihre spätere Beliebtheit; sie waren Freiheitskämpfer, die von den Reichen stahlen.
Die Realität sah jedoch etwas anders aus. Die Klephten waren im Kern eine gewalttätige Gruppe, deren Leben von Traditionen, Kämpfen und Fehden geprägt war. Einige Klepthen konzentrierten sich darauf, Steuerzahlungen zu vermeiden, während andere persönliche Vendetten gegen die osmanische Pforte hegten und außerdem die griechische Elite, Händler, Geistliche und Klöster ins Visier nahmen. Sie verlangten Schutzgeld von den Einheimischen und raubten auch ihre Häuser aus. Während die Klephten die Osmanen angriffen, war ein wesentlicher Teil ihres Antriebs ihr eigenes Überleben, nicht unbedingt ein höherer Ruf Griechenlands. Ihre Hauptziele schienen persönliche Freiheit, Leben und Beute zu sein. Die osmanischen Behörden unternahmen nicht viel, um Griechenland vor den Klephten zu schützen, und stellten oft begnadigte Klephten als Armatolen ein, irreguläre Truppen, die den Osmanen dienten und nominell Frieden und Ordnung in einem Gebiet aufrechterhielten. Zwischen diesen beiden Gruppen von Irregulären befanden sich die griechischen Dorfbewohner, die am meisten litten, von den Osmanen besteuert und von den Klephten beraubt.

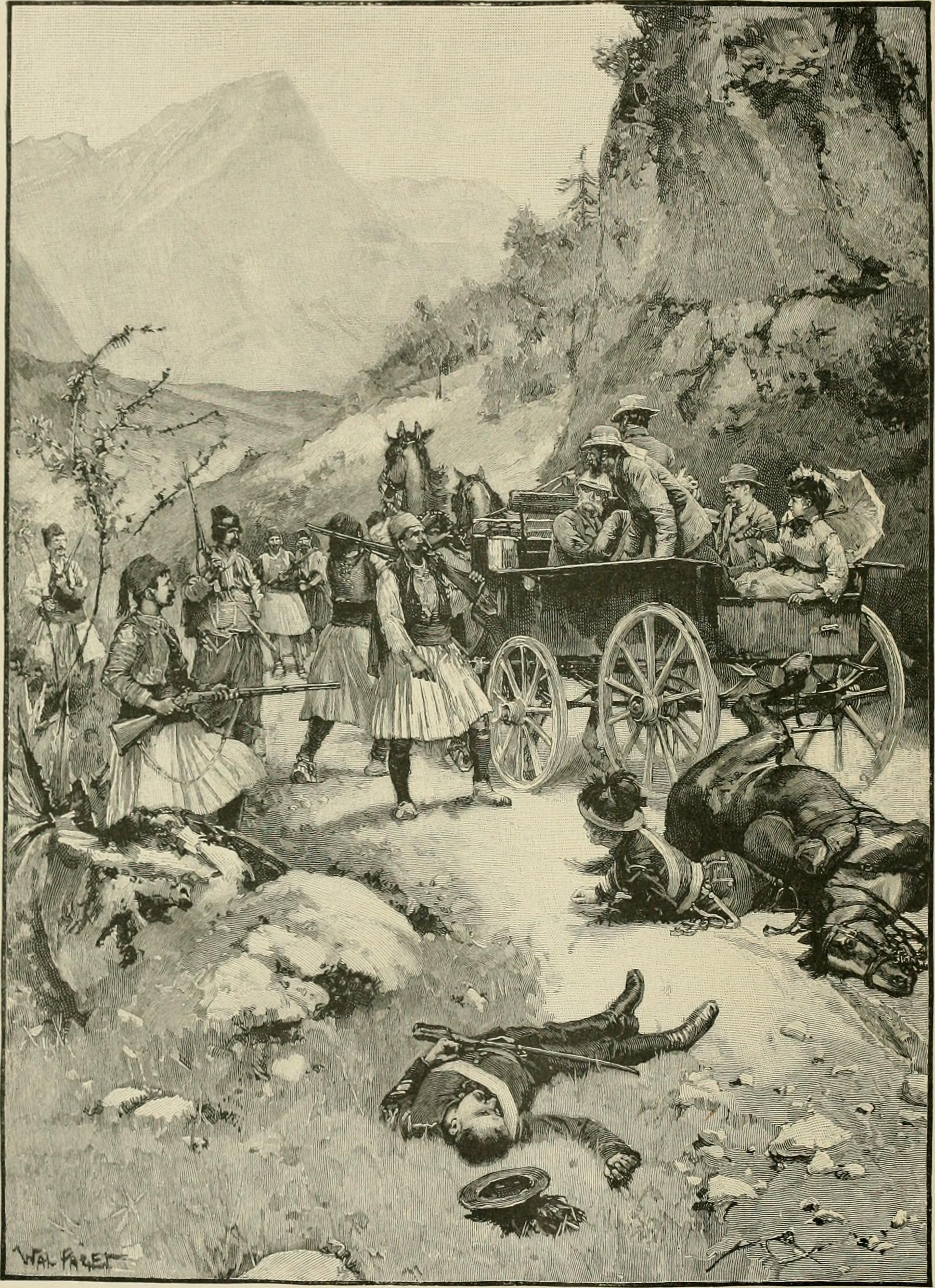
Ein Beispiel für die Räuberei der Klephten: Im 19. Jahrhundert nahmen Klephten britische Touristen gefangen, um Lösegeld zu erpressen, nachdem sie die Eskorte erschossen haben. Diese Vorgänge nährten den Mishellenismus, der von Edmond About zum Ausdruck gebracht wurde.

Sie wandelten sich im Lauf der Zeit von Räuberbanden zu Widerstandskämpfern. Einer der zentralen Anführer während der Griechischen Revolution war Theodoros Kolokotronis.
Seit der Eroberung Konstantinopels durch die Osmanen im Jahre 1453 und dem darauffolgenden Zerfall des Byzantinischen Reiches hatte es kleinere, meist bedeutungslose Aufstandsversuche von Kleingruppen und einzelnen Siedlungen gegeben, die stets von den örtlichen osmanischen Streitkräften niedergeschlagen wurden. Dennoch gab es viele, die für ihren Freiheitskampf auf Berge und in Wälder zogen, um von dort aus immer wieder Angriffe zu unternehmen. Hauptsächlich wurden unter osmanischer Flagge ziehende Karawanen und Nachschubverbände überfallen. Die Rebellen waren keineswegs in der gesamten Bevölkerung beliebt, mussten doch die meist unschuldigen Bauern für ihre Anschläge büßen.
1770 organisierten sie während der Orlow-Revolte einen Aufstand gegen die türkische Fremdherrschaft. Zwar gab es bis zum Beginn der Revolution 1821 keine weiteren Erfolge seitens der Griechen, doch wurde ein Mythos geboren, der Mut und Hoffnung gab. So hatten die Klephten einen nicht unbedeutenden Anteil am Freiheitskampf. Ihr freies Leben in den Gebirgsregionen Griechenlands fand in Volksliedern und Balladen seinen Niederschlag und lebt bis heute in den sogenannten Klephtenliedern und Legenden fort.
Ein großer Teil der populären klephtischen Tradition in Griechenland geht auf ihr Handeln während des Griechischen Unabhängigkeitskrieges (1821–1832) zurück. Sie bildeten den Kern der griechischen Streitkräfte aufgrund ihrer Tradition, gegen die Osmanen zu kämpfen, und vor allem aufgrund ihrer militärischen Erfahrung. Klephten kämpften in den meisten wichtigen Schlachten des Krieges. Äußerst beachtlich war, dass es Theodoros Kolokotronis gelang, viele unabhängige klephtische Banden zu vereinen, um für ein unabhängiges Griechenland zu kämpfen. Trotz des Eigeninteresses der Klephten waren sie zweifellos ein wichtiger Teil des Unabhängigkeitskrieges.
Einige der Klephtokapetanaioi (Klephtenkapitäne) wurden nach der Revolution zu gebildeten Politikern oder Offizieren und bildeten eine eigene Elite. Andere Klephten weigerten sich trotz Befehls durch König Otto zu entwaffnen und leisteten politischen Widerstand.

## Berühmte Klephten

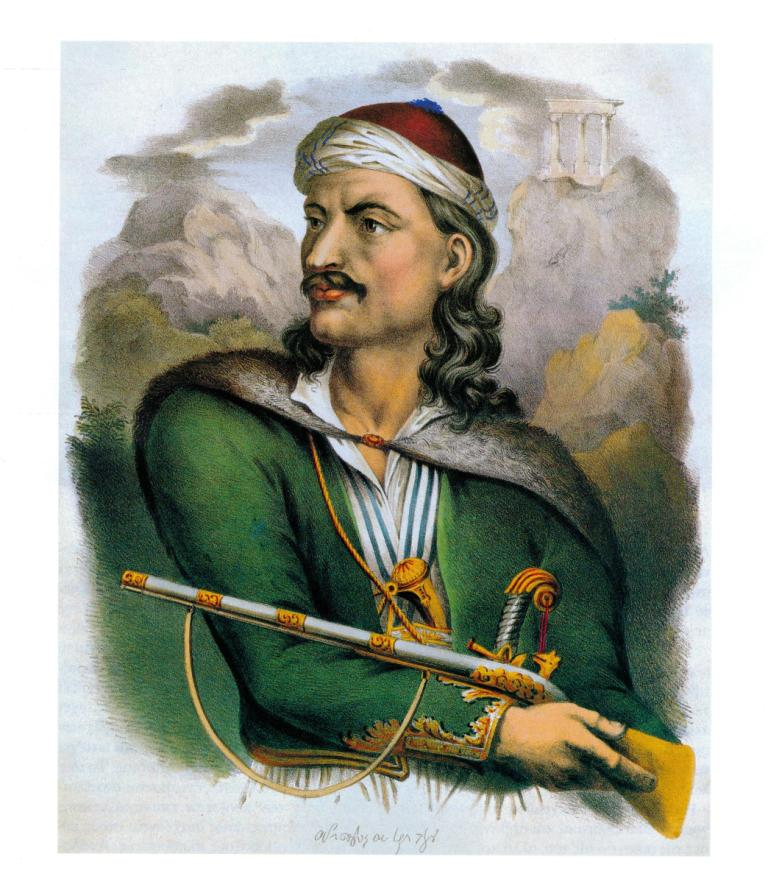
Odysseas Androutsos
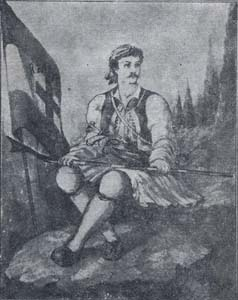
Zacharias Barbitsiotis
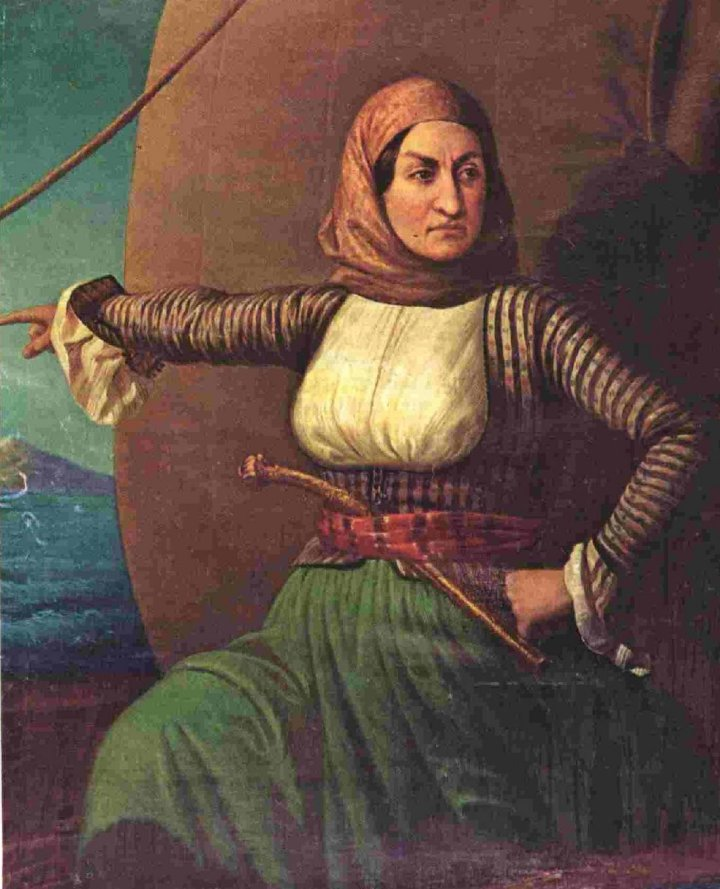
Laskarina Bouboulina
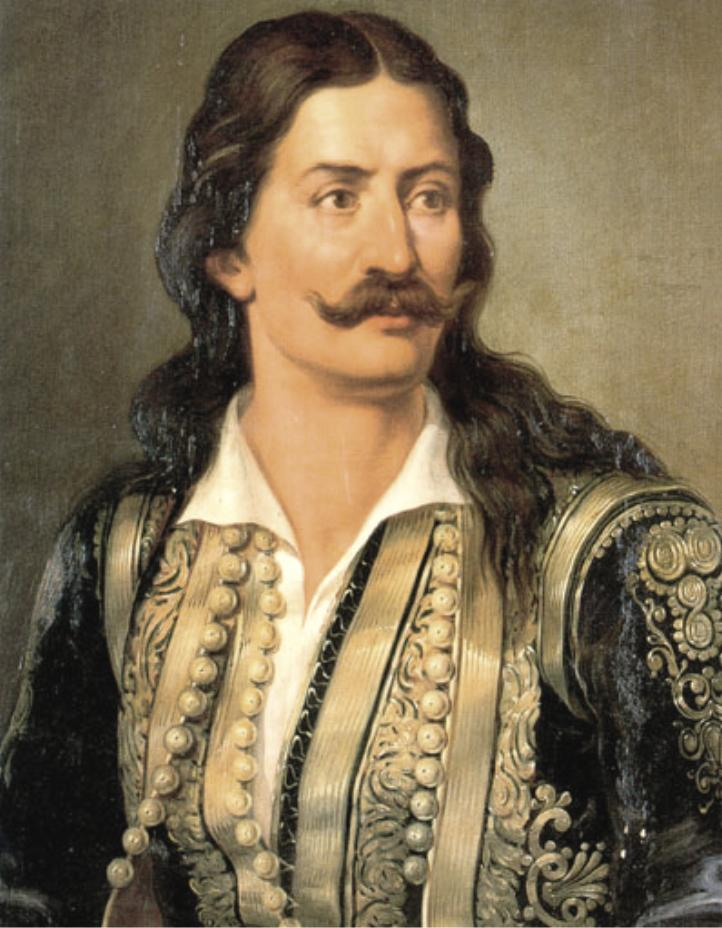
Athanasios Diakos
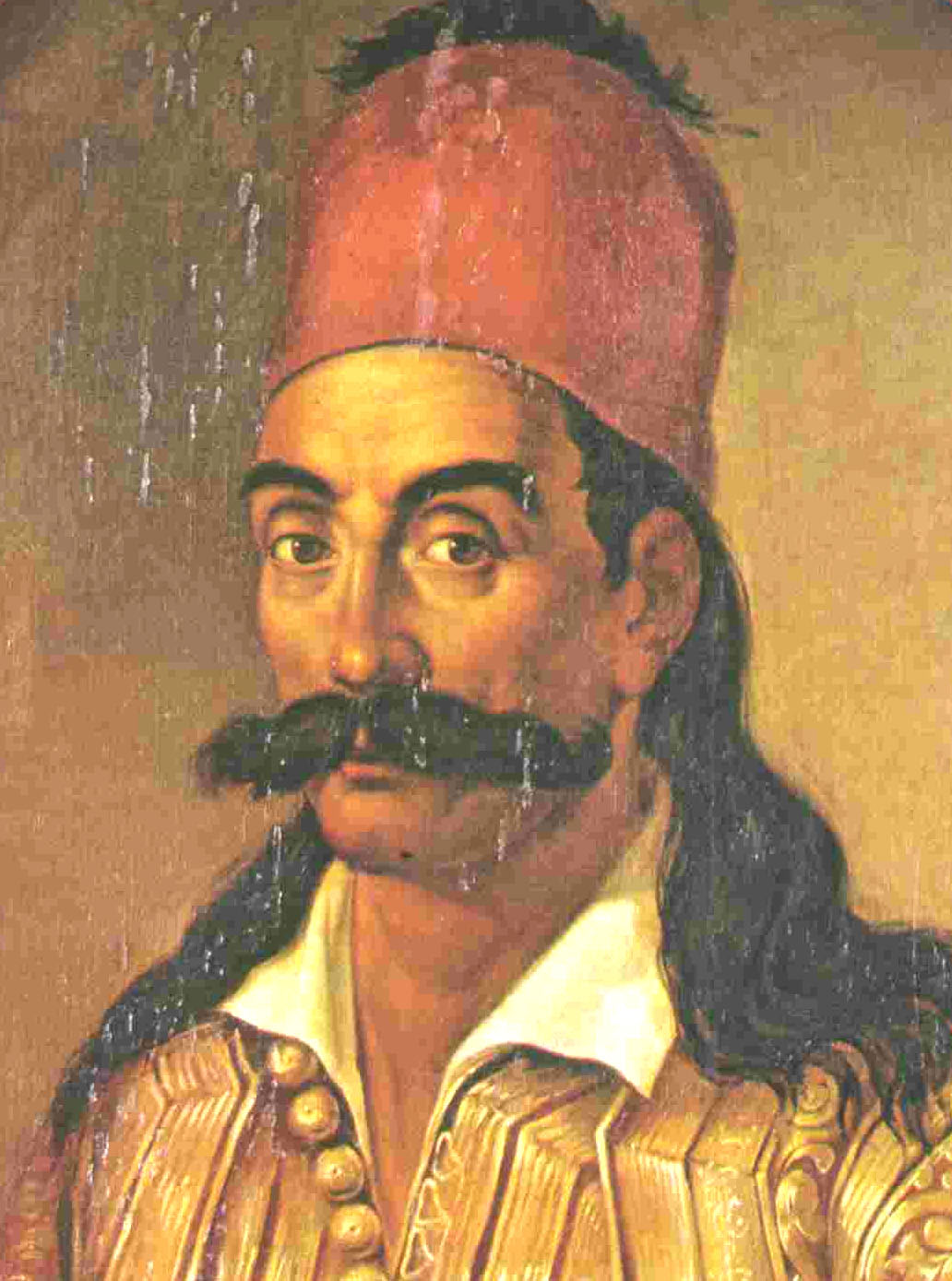
Georgios Karaiskakis
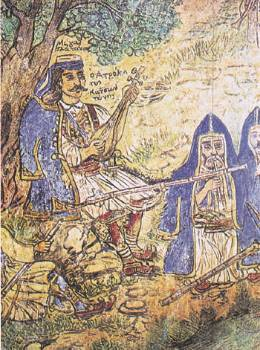
Antonis Katsantonis
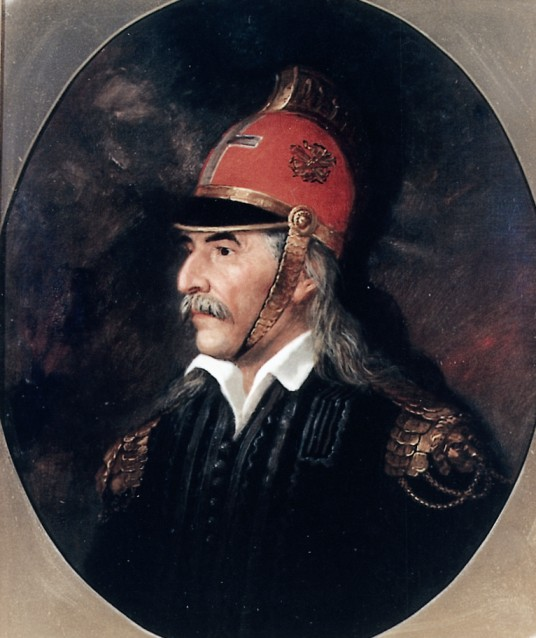
Theodoros Kolokotronis
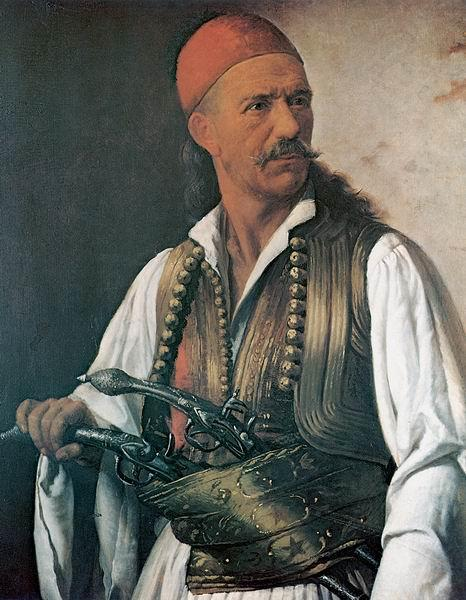
Dimitrios Makris
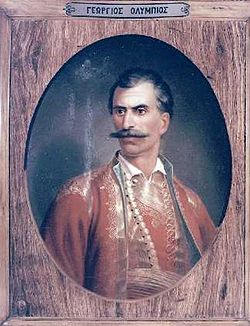
Giorgakis Olympios
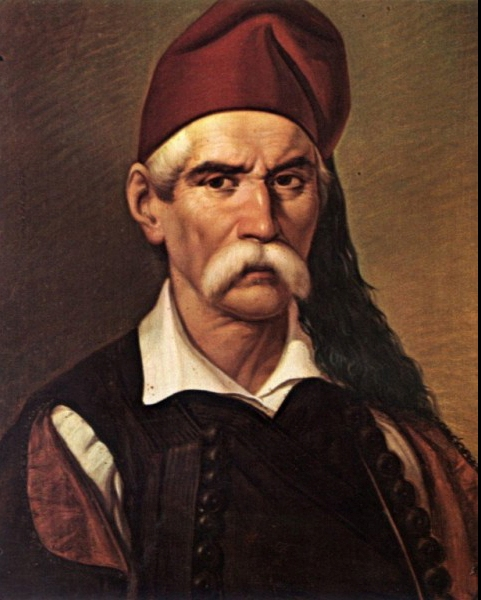
Nikitas Stamatelopoulos